# Günther Schacht

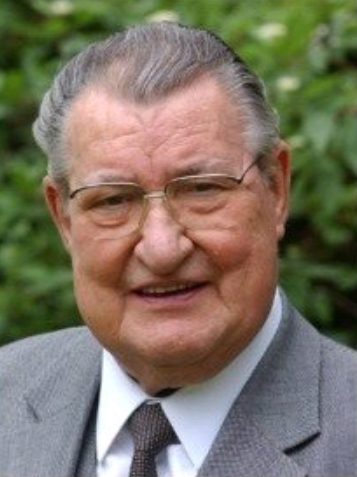
Günther Schacht, Minister a. D.

Günther Schacht (* 16. Juli 1929 in Bottrop; † 14. November 2012 in Saarbrücken) war ein deutscher Gewerkschafter und Politiker (CDU).

## Leben und Beruf

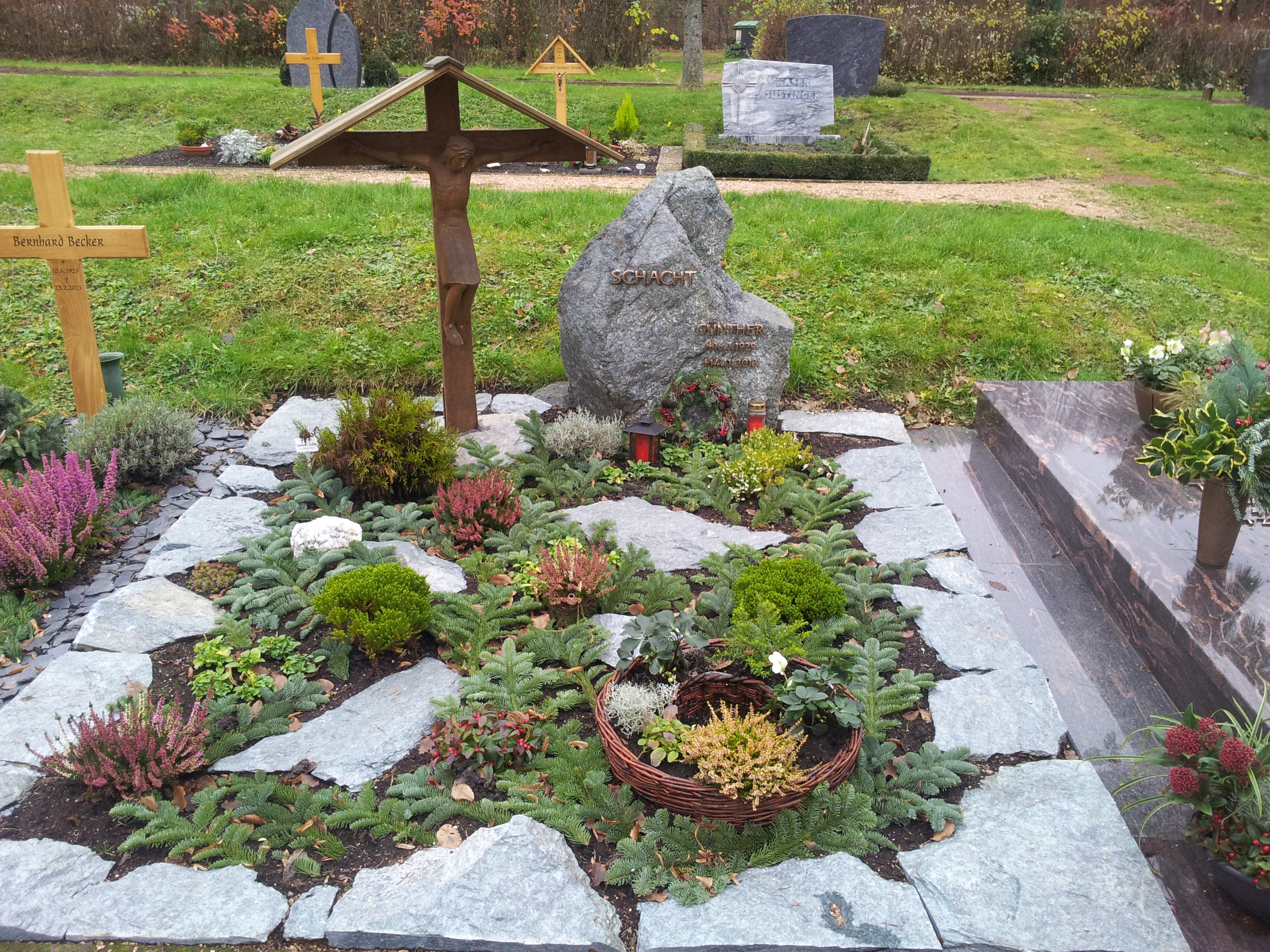

Nach der mittleren Reife absolvierte Günther Schacht von 1947 bis 1950 eine Ausbildung zum Industriekaufmann und arbeitete anschließend als kaufmännischer Angestellter bei der Rheinstahl Bergbau AG in Bottrop. Er besuchte von 1956 bis 1958 das Soziale Seminar der Bistümer Münster und Essen, bildete sich 1960/61 an der Sozialakademie Dortmund fort und war seit 1962 als Gewerkschaftssekretär bei der IG Bergbau und Energie in Bochum tätig. Schacht wurde 1966 als Angestelltensekretär ins Saarland versetzt und fungierte von 1966 bis 1974 als stellvertretender Vorsitzender des IGBE-Bezirksverbandes Saar. Daneben war er Vorstandsmitglied des Bundesvorstandes der Bergbau-Berufsgenossenschaft (BBG), stellvertretender Vorsitzender der Arbeitskammer des Saarlandes, Aufsichtsratsvorsitzender der Bergbau-AG Lothringen und Aufsichtsratsmitglied des Eschweiler Bergwerks-Vereins. In den 1980er- und 1990er-Jahren war er Aufsichtsratsmitglied der Saarbergwerke AG. Günther Schacht war verheiratet mit Regina Schacht, geborene Volkmer. Das Ehepaar hatte sieben Kinder, darunter den Politiker Ulrich Schacht, Christoph, Gudrun, Michael, Doris, Martin und Markus.
In den 1950er und 1960er Jahren spielte Günther Schacht mit dem Verein Rot-Weiß Bottrop in der Oberliga Tischtennis, zeitweise war er auch Vorsitzender dieses Vereins.

## Partei
Schacht war seit 1953 Mitglied der CDU. Er schloss sich der Jungen Union (JU) an, war Vorsitzender des JU-Kreisverbandes Bottrop und Mitglied des JU-Bundesvorstandes. 1971 wurde er in den Landesvorstand der CDU Saar gewählt. Zeitweise war er stellvertretender Landesvorsitzender der saarländischen Christdemokraten. Weiterhin fungierte er als Landesvorsitzender der Christlich-Demokratischen Arbeitnehmerschaft (CDA) Saar, war Mitglied des CDA-Bundesvorstandes und Ehrenvorsitzender der CDA Saar. Von 1990 bis 2008 war er zudem Landesvorsitzender der Senioren-Union (SU) Saar und Mitglied des SU-Bundesvorstandes.

## Abgeordneter
Schacht war vor 1966 Ratsmitglied der Stadt Bottrop. 1970 wurde er in den Saarländischen Landtag gewählt, dem er bis 1990 angehörte. Hier war er von 1984 bis 1985 Vorsitzender der CDU-Fraktion.

## Öffentliche Ämter
Schacht wurde am 23. Januar 1974 in die von Ministerpräsident Franz-Josef Röder geführte Regierung des Saarlandes berufen und übernahm dort die Leitung des neugebildeten Ministeriums für Umwelt, Raumordnung und Bauwesen. Seit dem 5. Juli 1979 gehörte er auch der von Ministerpräsident Werner Zeyer geleiteten Folgeregierung an. Im Zuge einer Kabinettsumbildung schied er am 10. Juli 1984 aus der Landesregierung aus und wurde in seinem Ministeramt von Berthold Budell abgelöst.
Schacht war von 1992 bis 1993 Präsident des 1. FC Saarbrücken.

## Ehrungen
Am 7. Januar 1991 wurde Schacht mit dem Saarländischen Verdienstorden ausgezeichnet.